# Il centodelitti
Il centodelitti è una raccolta di racconti gialli scritti da Giorgio Scerbanenco dal 1963 per una rivista e pubblicati insieme per la prima volta nel 1970.
Dal racconto "L'uomo che non voleva morire" è stata tratta la sceneggiatura del film L'uomo che non voleva morire diretto da Lamberto Bava.
Dal racconto "Come i gatti" è stato tratto il film per la tv "Winchester M2" sceneggiato e diretto da Gian Pietro Calasso con Alfredo Pea.

## I racconti
- Appena gliel'ho detto
- Arancio sotto la pioggia
- Aspettando il Supremo
- Carabiniere con febbre
- Come i gatti
- Come in un balletto
- Con la musica è bello
- Di professione farabutto
- Dio vede e provvede
- Domani, forse
- Dopo le dieci
- Doppio gioco
- È evidente
- Fine del viaggio
- Gliela lasciarono baciare
- Grazie, professore
- Il bambino che non dormiva
- Il caldo
- Il delitto non rende
- Il marito dell'amazzone
- Il nome mai
- Il più bel ragazzo del mondo
- Il rastrellamento
- Il ricatto
- Il rossetto sommerso
- Il sapore della vendetta
- Il vecchio c'è riuscito
- In ricordo di Ulisse
- Infatti nessuno lo credette
- Intanto va dentro
- L'agonizzatoio
- L'angelo
- L'indomabile
- L'infermiera inamovibile
- L'innamorato che non si ferma
- L'ostaggio
- L'ultimo regalo
- L'uomo che non voleva morire
- L'Uomo Forte
- La cartella di Longadà
- La confessione
- La figlia del giudice
- La fuga inutile
- La moglie innocentista
- La prima e l'ultima
- La prova indiziaria
- La rabbia e la vita
- La ragazza calibro 22
- La schiava
- La signora ha freddo
- La speranza
- La spirale
- La strega
- La vittoria
- Le arpe e il commissario
- Le boutique fantastiche
- Le chiacchiere
- Le donne non sanno aspettare
- Le solite rogne
- Lolite si muore
- Meglio non licenziarle
- Nessuno deve ridere
- Non gli serviva
- Non per cattiveria
- Non sembrava proprio
- Non si sarebbe sentito
- Non ti spaventare
- Notte di distruzione
- Nudo, no
- Oltre la morte
- Pagherò
- Peccato normale
- Pericolo di vita
- Pesca alle anguille
- Poi il silenzio
- Qualcuno non si
- Quasi due metri
- Quei manifesti, e basta
- Redimere un tigre
- Rififi per promessi sposi
- Safari a Milano
- Sapendo di mentire
- Scuola serale
- Sempre la stessa storia
- Solo da ieri
- Sulla riva del fiume
- Trecento milioni
- Troppo biondo
- Troppo tardi
- Un alibi d'acciaio
- Un attimo di nostalgia
- Un cappello di paglia rosso
- Un poliziotto, una bambina, un capretto
- Una notte di luna
- Una vedova giovane
- Una vera amicizia
- Verso mezzanotte
- Villa della disperazione
- Zampa di Giaguaro e Nuvola Rosa

## Edizioni
- Giorgio Scerbanenco, Il centodelitti, a cura di Oreste Del Buono, R'70, Garzanti, 1970,  p. 415.
- Giorgio Scerbanenco, Il centodelitti, Gialli Garzanti 55, Garzanti, 1974,  p. 414.
- Giorgio Scerbanenco, Il centodelitti, Nuova Biblioteca Garzanti, Garzanti, 2009,  p. 415, ISBN 978-88-11-66602-8.
- Giorgio Scerbanenco, Il centodelitti, Introduzione di Cecilia Scerbanenco, Oceani, La nave di Teseo, 2019,  p. 638, ISBN 978-88-346-0060-3.